# 12995 Wendellmendell
12995 Wendellmendell è un asteroide della fascia principale. Scoperto nel 1981, presenta un'orbita caratterizzata da un semiasse maggiore pari a 2,5266419 au e da un'eccentricità di 0,1822553, inclinata di 11,76649° rispetto all'eclittica.